# Котража (Крагујевац)
Котража је насељено место града Крагујевца у Шумадијском округу. Према попису из 2022. има 157 становника (према попису из 2011. било је 185 становника).  Насеље је основано 1777. године. Под њивама се налази 161,78 ha, воћњацима 56,1 ha, виноградима 6,22 ha, ливадама 76,49 ha, пашњацима 68,97 ha док остало земљиште заузима 4 ha.

## Значење имена
Корен налазимо у речи Котар која означава насеље поред утврђеног града.

## Најстарији познати становници
Најстарије становништво налазимо у Тефтеру чибука (попис власника оваца и коза) из 1823. године:

## Историја
У Котражи су се правиле црепуље за печење хлеба, које су се продавале широм Северне Србије. Правиле су се од азбеста и иловаче - у селу је постојао мајдан и фабрика азбеста "Милошево". Сеоска школа је дуго година била у малој згради, у јесен 1940. су додељена средства за већу.

## Демографија
У насељу Котража живи 244 пунолетна становника, а просечна старост становништва износи 43,2 година (42,3 код мушкараца и 44,1 код жена). У насељу има 108 домаћинстава, а просечан број чланова по домаћинству је 2,81.
Ово насеље је великим делом насељено Србима (према попису из 2002. године).
|             | \| Демографија[4] \| Демографија[4] \| Демографија[4] \| \| Година \| Становника \| Становника \| \| -------------- \| -------------- \| -------------- \| \| 1948. \| 616 \| \| \| 1953. \| 531 \| \| \| 1961. \| 513 \| \| \| 1971. \| 422 \| \| \| 1981. \| 356 \| \| \| 1991. \| 255 \| 237 \| \| 2002. \| 304 \| 321 \| \| 2011. \| 185 \| \| \| 2022. \| 157 \| \| |            |
| Демографија | |            |
| Година      | Становника | Становника |
| 1948.       | 616 |            |
| 1953.       | 531 |            |
| 1961.       | 513 |            |
| 1971.       | 422 |            |
| 1981.       | 356 |            |
| 1991.       | 255 | 237        |
| 2002.       | 304 | 321        |
| 2011.       | 185 |            |
| 2022.       | 157 |            |

| Етнички састав према попису из 2002.‍ | Етнички састав према попису из 2002.‍ | Етнички састав према попису из 2002.‍ | Етнички састав према попису из 2002.‍ | Етнички састав према попису из 2002.‍ |
| ------------------------------------ | ------------------------------------ | ------------------------------------ | ------------------------------------ | ------------------------------------ |
|                                      |                                      |                                      |                                      |                                      |
| Срби                                 | Срби                                 |                                      | 303                                  | 99,67%                               |
| Словенци                             | Словенци                             |                                      | 1                                    | 0,32%                                |
| непознато                            | непознато                            |                                      | 0                                    | 0,0%                                 |

| Година пописа     | 1948. | 1953. | 1961. | 1971. | 1981. | 1991. | 2002. |
| ----------------- | ----- | ----- | ----- | ----- | ----- | ----- | ----- |
| Број домаћинстава | 133   | 114   | 122   | 104   | 97    | 78    | 108   |

| Број чланова      | 1  | 2  | 3  | 4 | 5  | 6 | 7 | 8 | 9 | 10 и више | Просек |
| ----------------- | -- | -- | -- | - | -- | - | - | - | - | --------- | ------ |
| Број домаћинстава | 26 | 33 | 18 | 9 | 12 | 8 | 2 | 0 | 0 | 0         | 2,81   |

| Пол    | Укупно | Неожењен/Неудата | Ожењен/Удата | Удовац/Удовица | Разведен/Разведена | Непознато |
| ------ | ------ | ---------------- | ------------ | -------------- | ------------------ | --------- |
| Мушки  | 127    | 28               | 82           | 13             | 3                  | 1         |
| Женски | 123    | 16               | 80           | 26             | 1                  | 0         |
| УКУПНО | 250    | 44               | 162          | 39             | 4                  | 1         |

| Пол    | Укупно                    | Пољопривреда, лов и шумарство | Рибарство                            | Вађење руде и камена | Прерађивачка индустрија       |
| ------ | ------------------------- | ----------------------------- | ------------------------------------ | -------------------- | ----------------------------- |
| Мушки  | 60                        | 12                            | 0                                    | 0                    | 33                            |
| Женски | 19                        | 4                             | 0                                    | 0                    | 7                             |
| УКУПНО | 79                        | 16                            | 0                                    | 0                    | 40                            |
| Пол    | Производња и снабдевање   | Грађевинарство                | Трговина                             | Хотели и ресторани   | Саобраћај, складиштење и везе |
| Мушки  | 0                         | 2                             | 4                                    | 0                    | 2                             |
| Женски | 0                         | 0                             | 3                                    | 0                    | 0                             |
| УКУПНО | 0                         | 2                             | 7                                    | 0                    | 2                             |
| Пол    | Финансијско посредовање   | Некретнине                    | Државна управа и одбрана             | Образовање           | Здравствени и социјални рад   |
| Мушки  | 0                         | 0                             | 0                                    | 1                    | 1                             |
| Женски | 0                         | 2                             | 0                                    | 0                    | 1                             |
| УКУПНО | 0                         | 2                             | 0                                    | 1                    | 2                             |
| Пол    | Остале услужне активности | Приватна домаћинства          | Екстериторијалне организације и тела | Непознато            | Непознато                     |
| Мушки  | 0                         | 0                             | 0                                    | 5                    | 5                             |
| Женски | 0                         | 0                             | 0                                    | 2                    | 2                             |
| УКУПНО | 0                         | 0                             | 0                                    | 7                    | 7                             |